# دلقک هیمالیا
دلقک هیمالیا (Symbrenthia hypselis) گونه‌ای پروانه در تیره فرچه‌پایان است. زیستگاه دلقک هیمالیا آسیای جنوبی است.